# Lotus

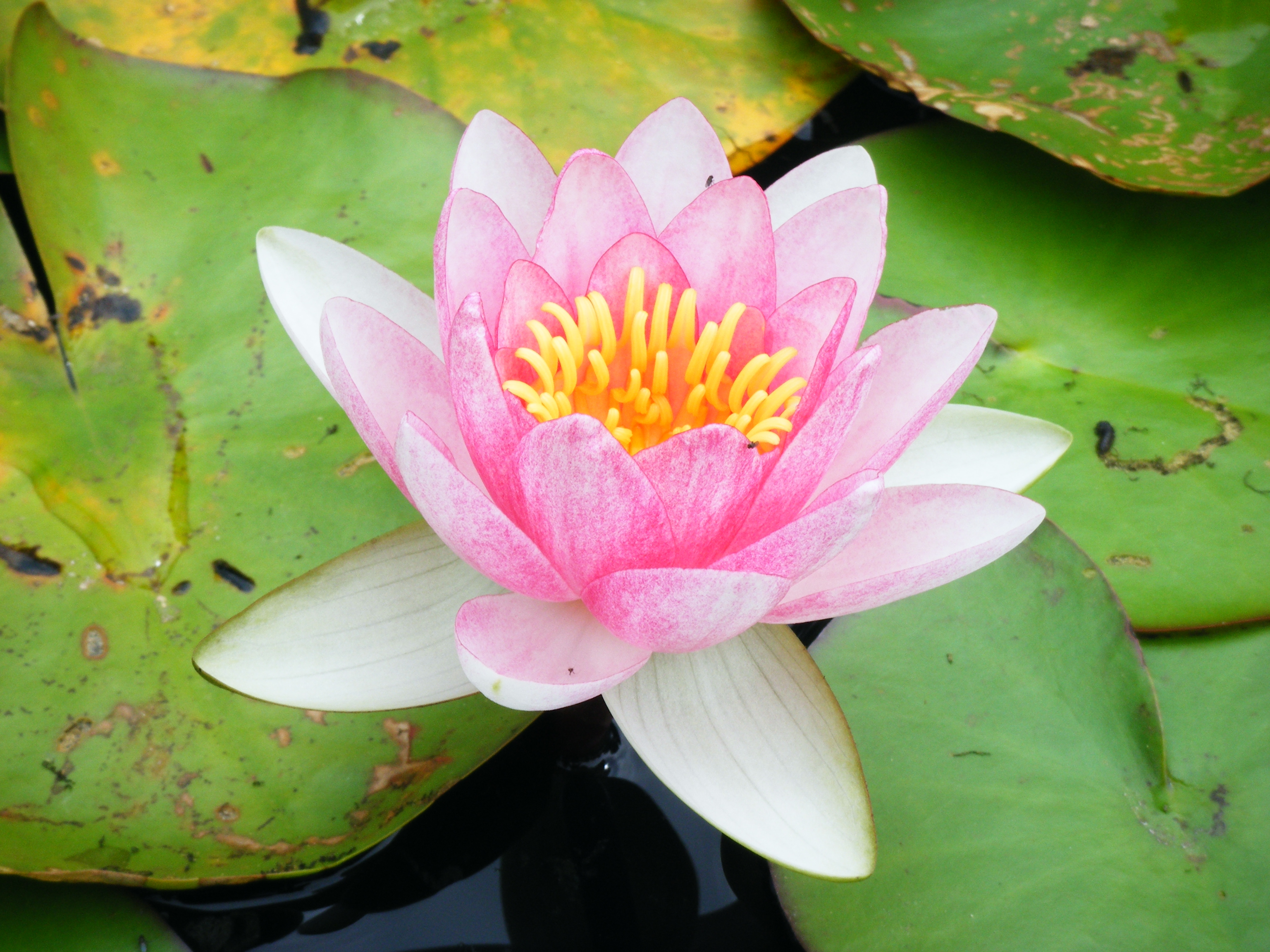
Floare de lotus

Lotus este numele dat mai multor plante acvatice exotice din familia nimfeacee, cu flori albastre, mari, plăcut mirositoare (Nymphaea coerulea), trandafirii (Nelumbo nucifera) sau albe (Nymphaea lotus thermalis), cel din urmă denumit și Nufăr termal.

## Lotusul în medicină
Florile de lotus (Nelumbo nucifera) ocupă un rol important în cadrul diferitelor tradiții de vindecare ale orientului. Ele conțin lotusină și nuciferină, compuși care determină un efect specific de stimulare cerebrală și care generează o stare generală de relaxare extrem de plăcută, putând genera rapid o stare profundă de liniștire a minții, de interiorizare, calm, pace lăuntrică și astfel pot face să se instaleze rapid o stare sublimă de fericire fără obiect.
Semințele și rădăcina de lotus (Nelumbo nucifera) sunt tonice regenerante seminale, fiind indicate în caz de spermatoree (curgeri de spermă, ejaculări involuntare).

## Lotusul în artă
Motivele lotiforme (ornamente în formă de boboc de floare de lotus) erau folosite frecvent în arta veche egipteană, fiind reluate în ornamentația stilului Art nouveau.

## Vezi și
- Ghiocel
- Zambilă